# Disney Platform Distribution

Disney Platform Distribution, Inc. — компанія, яка відповідає за фірмову та не фірмову дистрибуцію The Walt Disney Company у всьому світі. Компанія управляється підрозділом Disney Media Networks.

## Історія

### Міста столиці / ABC Video Enterprises
Capital Cities / ABC Video Enterprises була зареєстрована 27 січня 1987 р. як допоміжна компанія з виробництва, відео та дистрибуції, що належила Capital Cities / ABC. У грудні 1992 року CAVE змінив керівництво, додавши посаду президента до Capital Cities/ABC Video Productions для закордонного контролю над своїми виробничими підрозділами Ultra Entertainment, Hemisphere Group та Capital Cities/ABC Video Productions та залучив Арчі К. Первіса на посаду позиція. Джозеф Ю. Абрамс отримав посаду замість Пурвіса на посаді президента ABC Distribution Co. Обидва доповідали президенту CAVE International Джону Т. Хілі.
25 липня 1993 року CAVE та DIC Animation City створили спільне виробниче підприємство під назвою DIC Entertainment LP, щоб забезпечити матеріали для розповсюдження на міжнародному ринку.

### ABC Cable і International Broadcast Group
На початку жовтня 1993 р. CAVE стала частиною групи ABC Cable and International Broadcast Group (ACIBG), вийшовши з групи мовлення, щоб безпосередньо звітувати перед генеральним директором CC / ABC, а Герб Гранат продовжував бути президентом. Група продовжувала перевищувати свою частку в кабельних компаніях ESPN, A&E та Lifetime, міжнародних продажах програм, спільному виробництві та інтересах в іноземних програмних послугах Eurosport, німецькому RTL-2, японській спортивній мережі та анімаційній компанії DIC. 12 жовтня під керівництвом Первіса було створено Ambroco Media Group, Inc., який мав співпрацювать з іноземними партнерами для розробки та виробництва програм. 21 жовтня Capital Cities / ABC Video Enterprises змінили свою юридичну назву на Capital Cities / ABC Cable and International Broadcasting, Inc., а потім 15 грудня знову змінилися на ABC Cable and International Broadcast, Inc.  У січні 1994 року мережа ABC оголосила про відставку Первіса та закриття Амброко.

### Міжнародне телебачення Діснея – ABC
Коли злиття Діснея-CC / ABC призвело до розподілу телекомунікацій та телекомунікацій Діснея в квітні 1996 року, Уолт Дісней Телевізор Інтернешнл був переведений до столичних міст / ABC. CC / ABC об'єднав міжнародні підрозділи, "Walt Disney Television International" та "ACIBG", із "Disney-ABC International Television" (DAIT) у липні 1996 р. 19 жовтня 1999 року ABC Cable and International Broadcast Group було перейменовано в Disney – ABC International Television, Inc.  До лютого 1999 року DAIT розпочав свою діяльність під назвою Buena Vista International Television.
14 14 травня 2007 року ім'я Міжнародного телебачення Буена-Віста було вилучено з Міжнародного телебачення Діснея – ABC. У квітні 2008 року офіс Азіатсько-Тихоокеанського регіону поновив багаторічну угоду про кіно з індійським кіноканалом Zee Studio. У жовтні 2015 року на Mipcom у Каннах компанія Disney Media Distribution France продовжила свою угоду про кіно та телебачення з Canal Plus Group, додавши першочергові права на фільми, включаючи ті, що надходять від Lucasfilm та права SVOD на CanalPlay, яке набирає чинности з січня 2016 року.
З 14 березня 2018 року стратегічна реорганізація в очікуванні інтеграції активів 21st Century Fox була сформована Walt Disney Direct-to-Consumer & International з розподільчими підрозділами, що перейшли від телевізійної групи Disney-ABC . У липні 2019 року Марінеллі оголосила про свою відставку, закінчивши 34-річний термін перебування в компанії. Джаніс Марінеллі, президент з продажу та розповсюдження контенту, звітуватиме перед Майєром. Дісней оголосив, що об'єднає всі продажі медіа компанії та розповсюдження каналів в одну організацію. Виконавчий віце-президент ESPN Джастін Конноллі отримав посаду президента з розповсюдження ЗМІ, звітуючи перед Майєром. Зі зміною керівництва в цьому новому сегменті в травні 2020 року група розповсюдження медіа була перенесена до Disney Media Networks.

## Ультра розваги
Ultra Entertainment була підрозділом телевізійного виробництва компанії Capital Cities / ABC Video Enterprises для кабельних мереж, домашнього відео та іноземних торгових точок. Очікувалося, що Ultra буде розроблятись і вироблятись для кабельних каналів Arts & Entertainment та Lifetime, у яких обоє є часткою акцій CAVE, а також для інших кабельних каналів.

### Історія
8 травня 1989 року було оголошено про створення Ultra Entertainment CC / ABC Video Enterprises (CAVE) для виробництва програм для кабельного, домашнього відео та зовнішніх ринків. Для підняття підрозділу було зібрано штат із трьох працівників, а виконавчим директором був Боб Рубін. Першою роботою стала телефільм "Мрія смерті", випущений для фільму "Дік Кларк" та "Роні Вайсберг Продакшнз", прем'єра якого відбулася 25 червня 1991 р.

#### Фільмографія
- Сон смерті (25 червня 1991 р.) За життя за участю Діка Кларка і Кіногрупи Роні Вайсберга [19]
- Елвіс і полковник: Невимовна історія (1993) NBC разом із Діком Кларком [20]
- Таємні плавці батька [21]
- Спенсер: Фільм про церемонію (22 липня 1993 р.) Довічний час із Norstar Entertainment та Broadwalk Entertainment

## Фільмографія Ambroco Media Group
- У фільмі The Best of Families: Marriage, Pride and Madness (16 і 18 січня 1994 р.) Для мережі CBS спільно з Dan Wigutow Productions [21]

## Бібліотека розподілу
Компанія розповсюджує фільми з інших підрозділів Діснея, зокрема:
- Фотографії Уолта Діснея
- Студії ХХ століття
- Картинки прожектора
- Зображення пробного каменю
- Голлівудські картинки
- Студії Marvel
- Lucasfilm
  - Lucasfilm Анімація
- Піксар
- Студії анімації Уолта Діснея
  - Студії Діснейтуна
- ESPN фільми

Компанія розповсюджує телевізійні програми з інших підрозділів Діснея, включаючи:
- Студії телебачення Діснея
  - Підпис ABC (раніше ABC Studios)
  - 20-е телебачення (раніше - 20-е століття Fox Television)
  - Touchstone Television (раніше Fox 21 Television Studios)
- ABC News, а також щорічні нагороди Академії
- Внутрішнє телебачення Діснея – ABC
- Телебачення Уолта Діснея та анімація телебачення Діснея
- Це Laugh Productions
- Marvel Entertainment (крім деяких телевізійних постановок)
- ESPN
- Світові канали Діснея
- Сімейство ABC у всьому світі
- FX Мережі
- Дісней +

В даний час DMD  поширює бібліотеку активних дій DreamWorks 2011–2016 рр. для міжнародної телевізійної аудиторії.